# Ferdinando Baldelli
Ferdinando Baldelli (Pergola, 26 settembre 1886 – Roma, 20 luglio 1963) è stato un vescovo cattolico italiano.

## Biografia
Nel 1926 fondò a Roma l'Opera Nazionale Assistenza Religiosa, Morale agli Operai.
Si distinse poi durante la Seconda guerra mondiale quando fu il fondatore con papa Pio XII della Pontificia Opera di Assistenza, di cui fu poi presidente dal 1944 al 1959. Eletto vescovo titolare di Aperle il 22 luglio 1959, fu presidente di Caritas Internationalis dal 1951 al 1962.

## Genealogia episcopale
La genealogia episcopale è:
- Cardinale Scipione Rebiba
- Cardinale Giulio Antonio Santorio
- Cardinale Girolamo Bernerio, O.P.
- Arcivescovo Galeazzo Sanvitale
- Cardinale Ludovico Ludovisi
- Cardinale Luigi Caetani
- Cardinale Ulderico Carpegna
- Cardinale Paluzzo Paluzzi Altieri degli Albertoni
- Papa Benedetto XIII
- Papa Benedetto XIV
- Cardinale Enrique Enríquez
- Arcivescovo Manuel Quintano Bonifaz
- Cardinale Buenaventura Córdoba Espinosa de la Cerda
- Cardinale Giuseppe Maria Doria Pamphilj
- Papa Pio VIII
- Papa Pio IX
- Cardinale Alessandro Franchi
- Cardinale Giovanni Simeoni
- Cardinale Vincenzo Vannutelli
- Cardinale Giovanni Battista Nasalli Rocca di Corneliano
- Cardinale Marcello Mimmi
- Vescovo Ferdinando Baldelli